# Actinostachys pennula
Actinostachys pennula là một loài dương xỉ trong họ Schizaeaceae. Loài này được Sw. Hook. mô tả khoa học đầu tiên năm 1842.